# Tetracentron sinense
Genre
Espèce
Classification APG III (2009)
Répartition géographique
Tetracentron sinense est l'unique espèce du genre Tetracentron de la famille des Trochodendracées en classification AGP III (ou Tétracentracées en classification classique), originaire d'Asie, principalement de Chine.
Nom chinois : 水青树

## Description[1]
Tetracentron sinense est un arbre caduc pouvant atteindre 30 à 40 mètres de haut.
Les feuilles sont alternes, ovales-elliptiques, de 10 à 15 centimètres de long sur 7 à 9 de large.
Les inflorescences sont des racèmes pendulées, aux fleurs nombreuse : 80 à 120.
Les fleurs sont jaunâtres, bisexuées, apétales, à l'ovaire semi-infère. Elles portent quatre étamines alternes à quatre carpelles (caractéristique du genre, à l'origine de l'épithète spécifique).
Sa pollinisation est entomophile.
Le fruit est profondément divisé en quatre. Les graines n'ont pas de dormance.
Tetracentron sinense compte 24 paires de chromosomes.

## Distribution et habitat
Cet arbre est originaire d'Asie, principalement de Chine (Gansu, Guizhou, Henan, Hubei, Shensi, Sichuan et Yunnan) mais aussi du nord de l'Inde, du Bhutan, du Népal et du Vietnam.
Il s'agit d'un arbre de ripisylves, en terrains humides. Sa protection dans son milieu naturel est en cours d'organisation.

## Utilisation
C'est un arbre à bois relativement dur et résistant.
Il commence à se répandre comme arbre de parc et d'ornement en raison de son port et de son feuillage vert tendre en été et rouge en automne.
Sa multiplication par semis est relativement difficile,,

## Historique et position taxinomique
Daniel Oliver décrit une première fois ce genre et son unique espèce Tetracentron sinensis en 1889 à partir d'échantillons envoyés du Hubei (Chine) par le grand collecteur irlandais Augustine Henry. Il la place alors dans la famille des Magnoliacées. Il republie la description en 1891 mais cette fois, il place le genre dans la famille des Trochodendracées.
En 1900, Philippe Édouard Léon Van Tieghem décrit une première fois la famille des Tétracentracées avec Tetracentron comme unique genre, mais cette publication n'est pas valide : c'est seulement en 1945 qu'Albert Charles Smith crée de manière valide cette famille.
Cependant, en 1901 puis 1903 et 1912, Hans Gottfried Hallier la place dans une tribu de la famille des Hamamélidacées.
Ce genre est replacé par Peter K. Endress en 1986 dans la famille des Trochodendracées.
Mais il faudra attendre 2009 avec la classification APG III pour confirmer ce classement dans la famille des Trochodendracées, sous-famille des Tétracentroidées.
Cette espèce compte une variété botanique :
- Tetracentron sinense var himalense H.Hara & Kanai

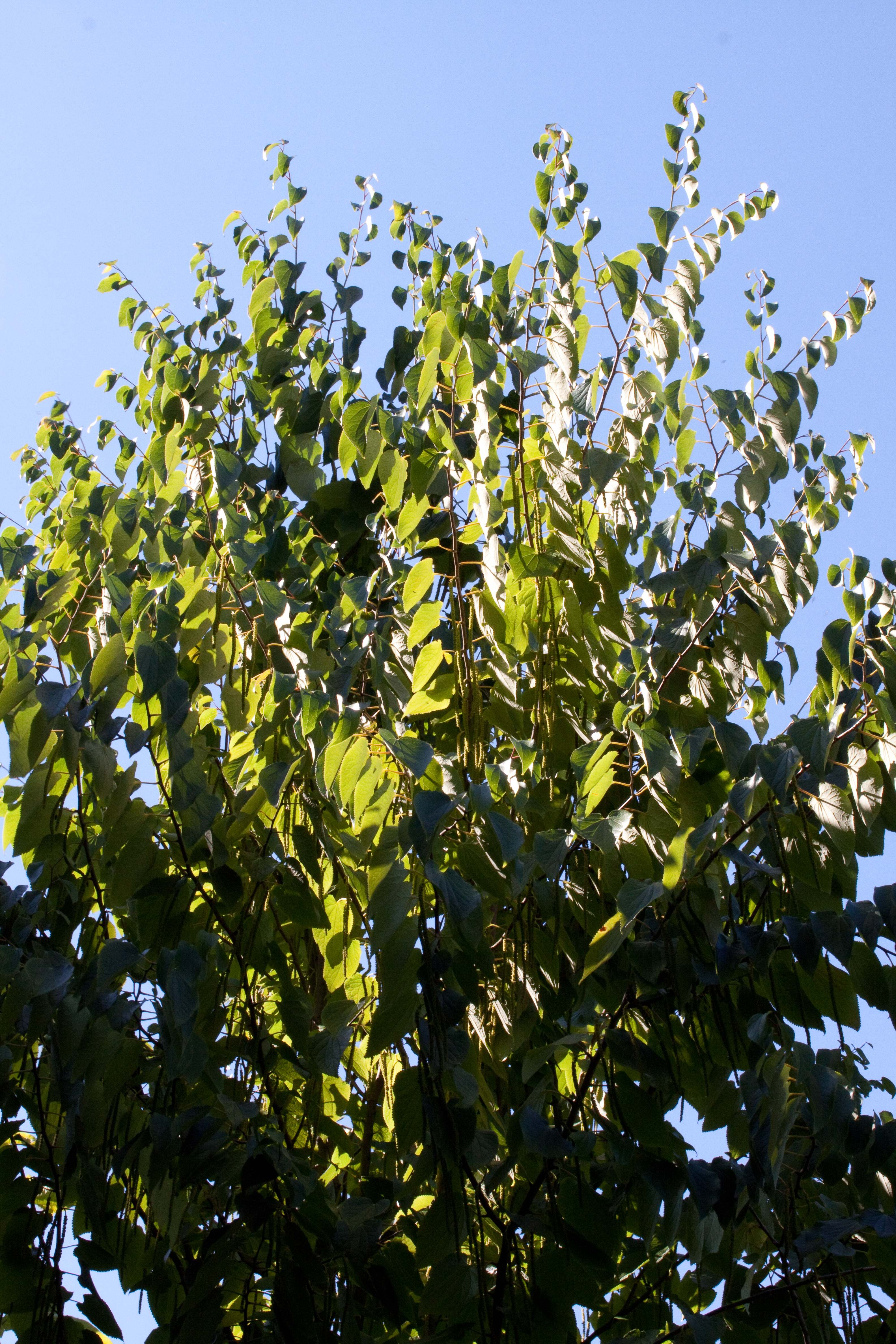
Ramure
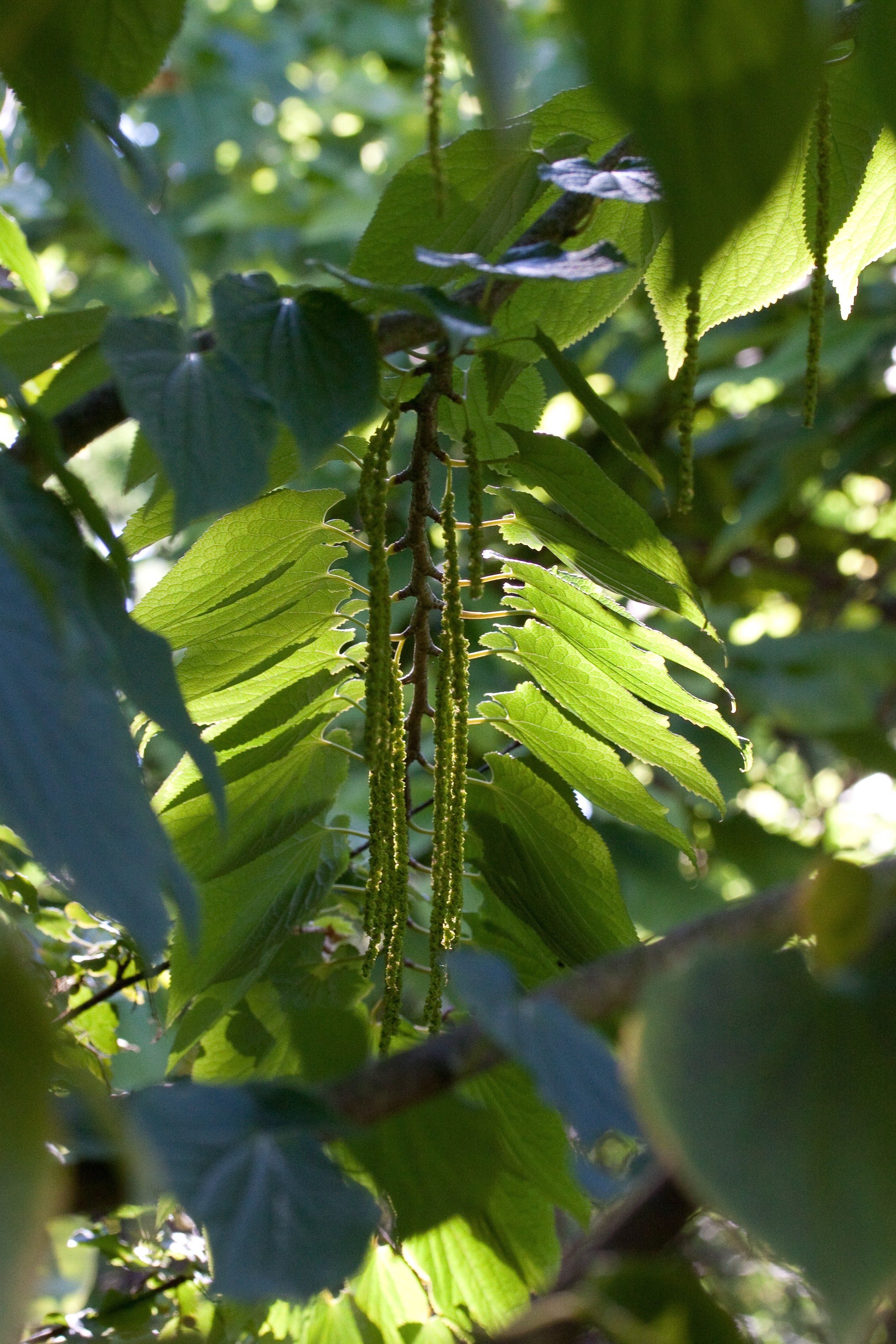
Feuilles et fleurs
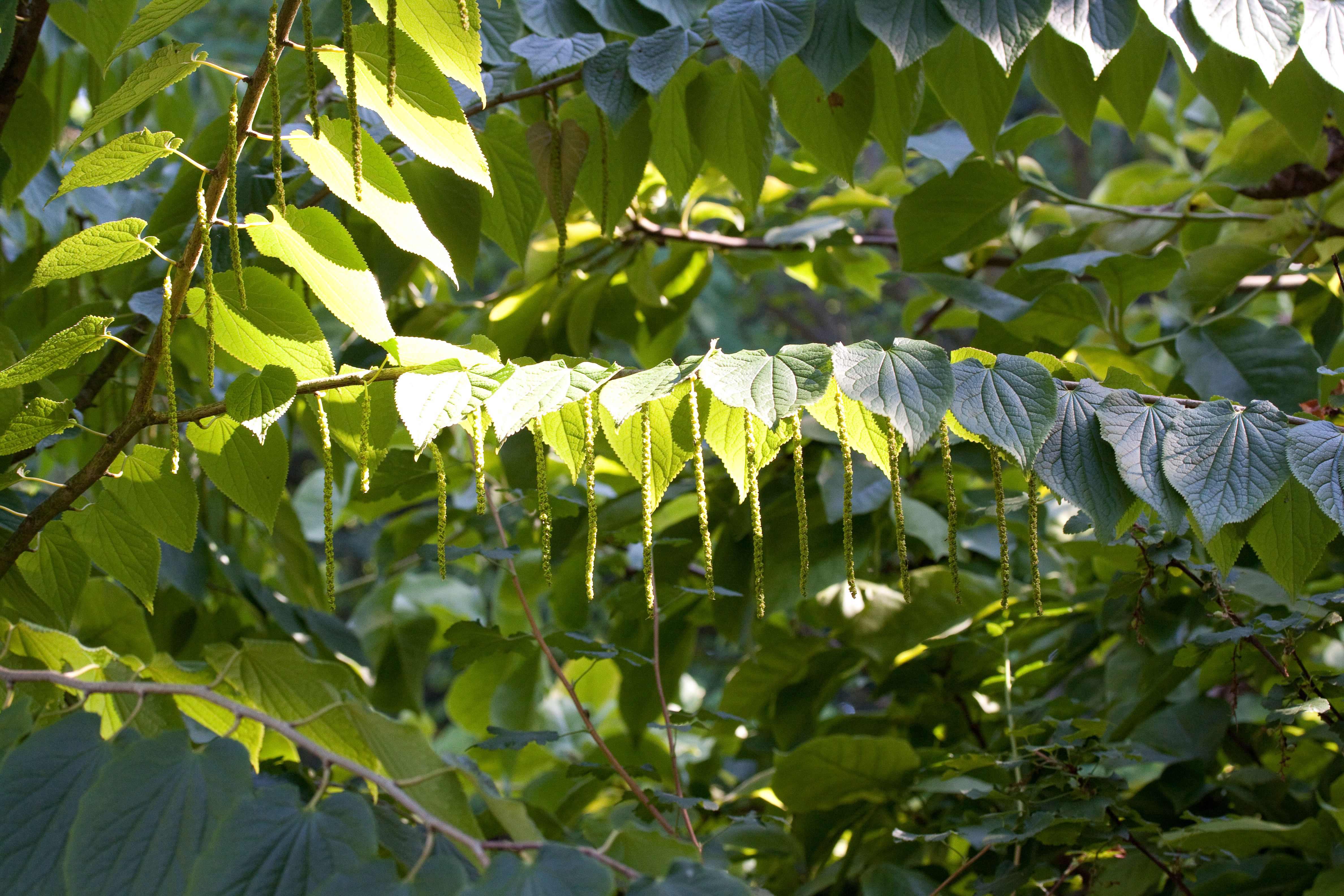
Feuilles et fleurs
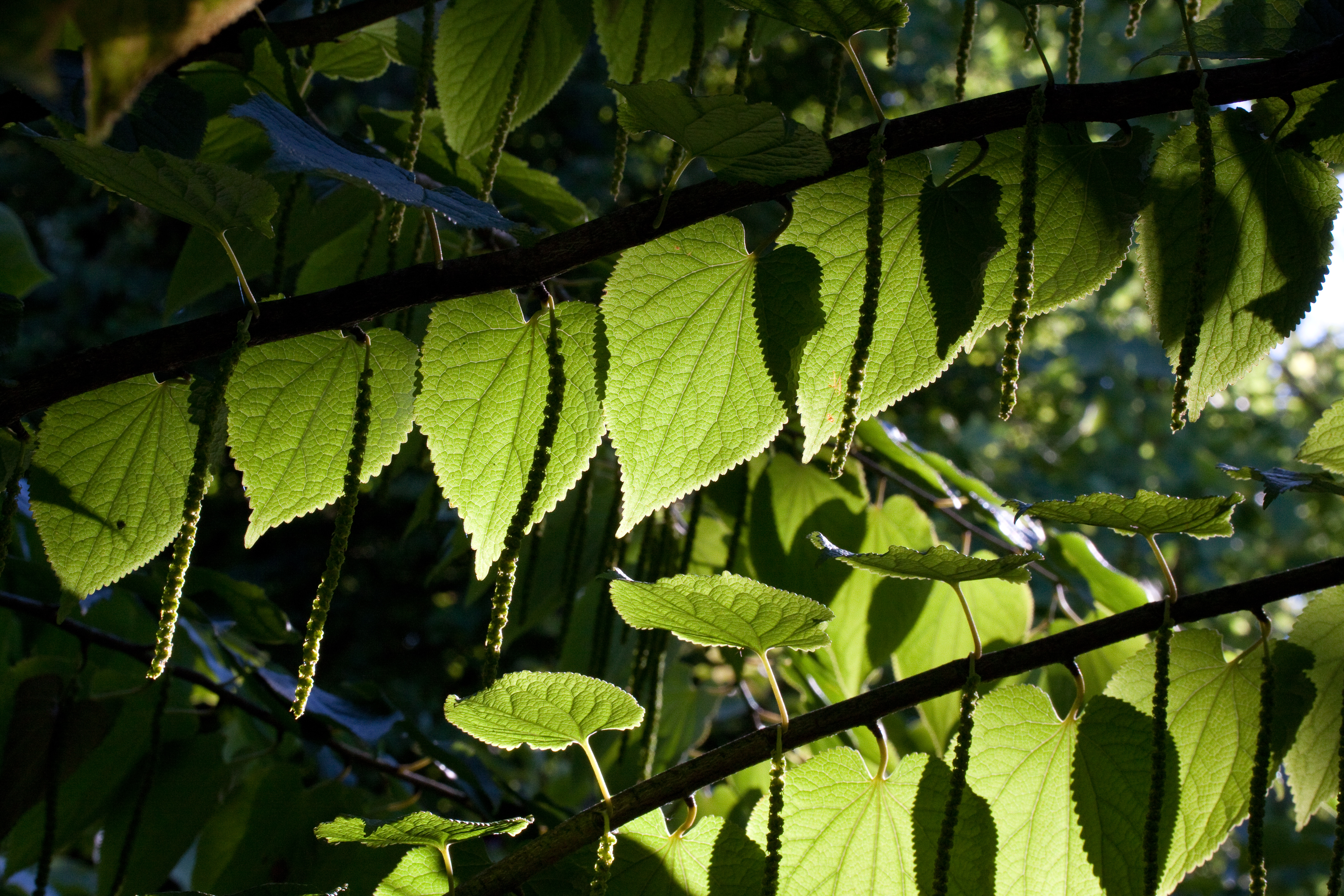
Feuilles et fleurs
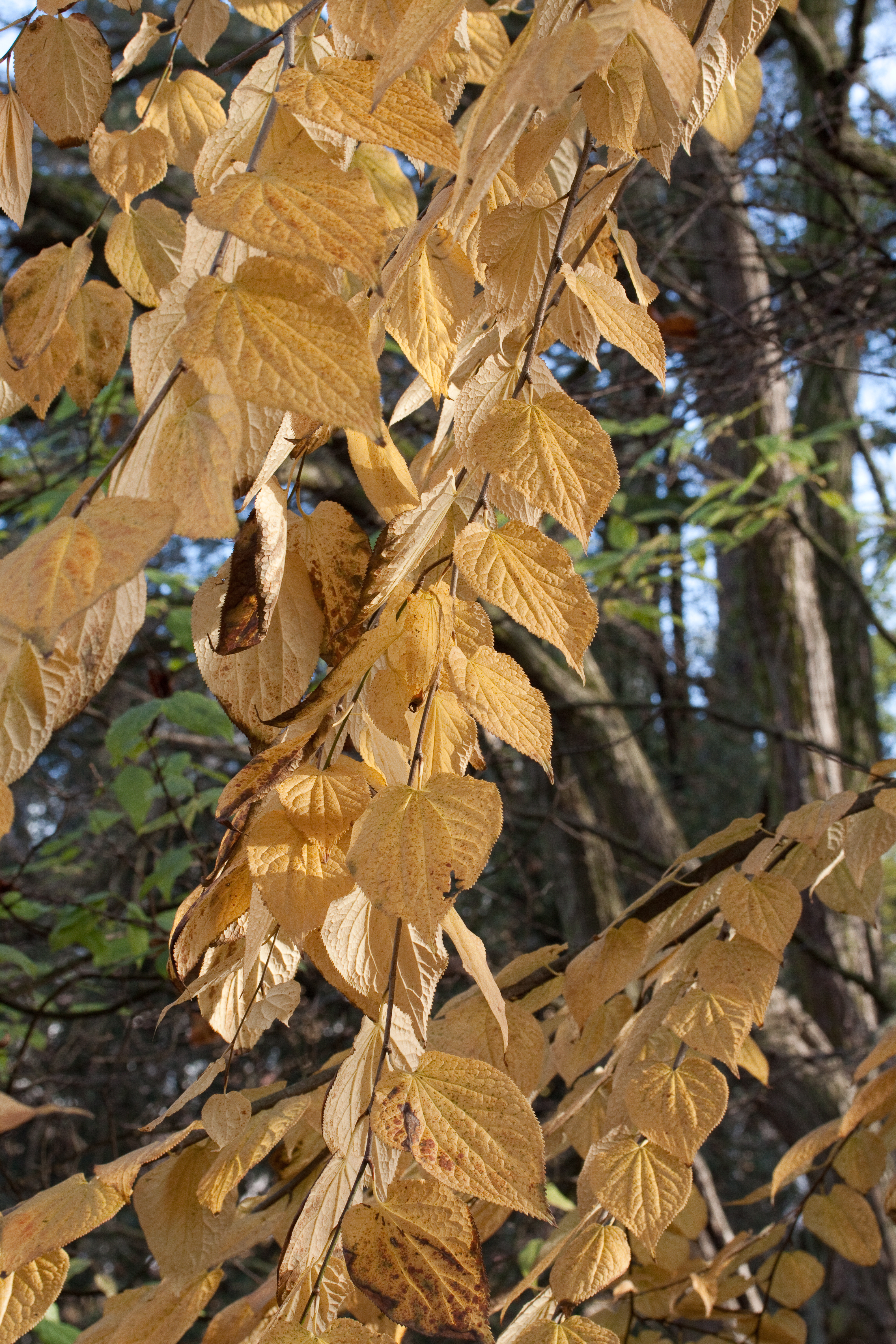
Couleur automnale
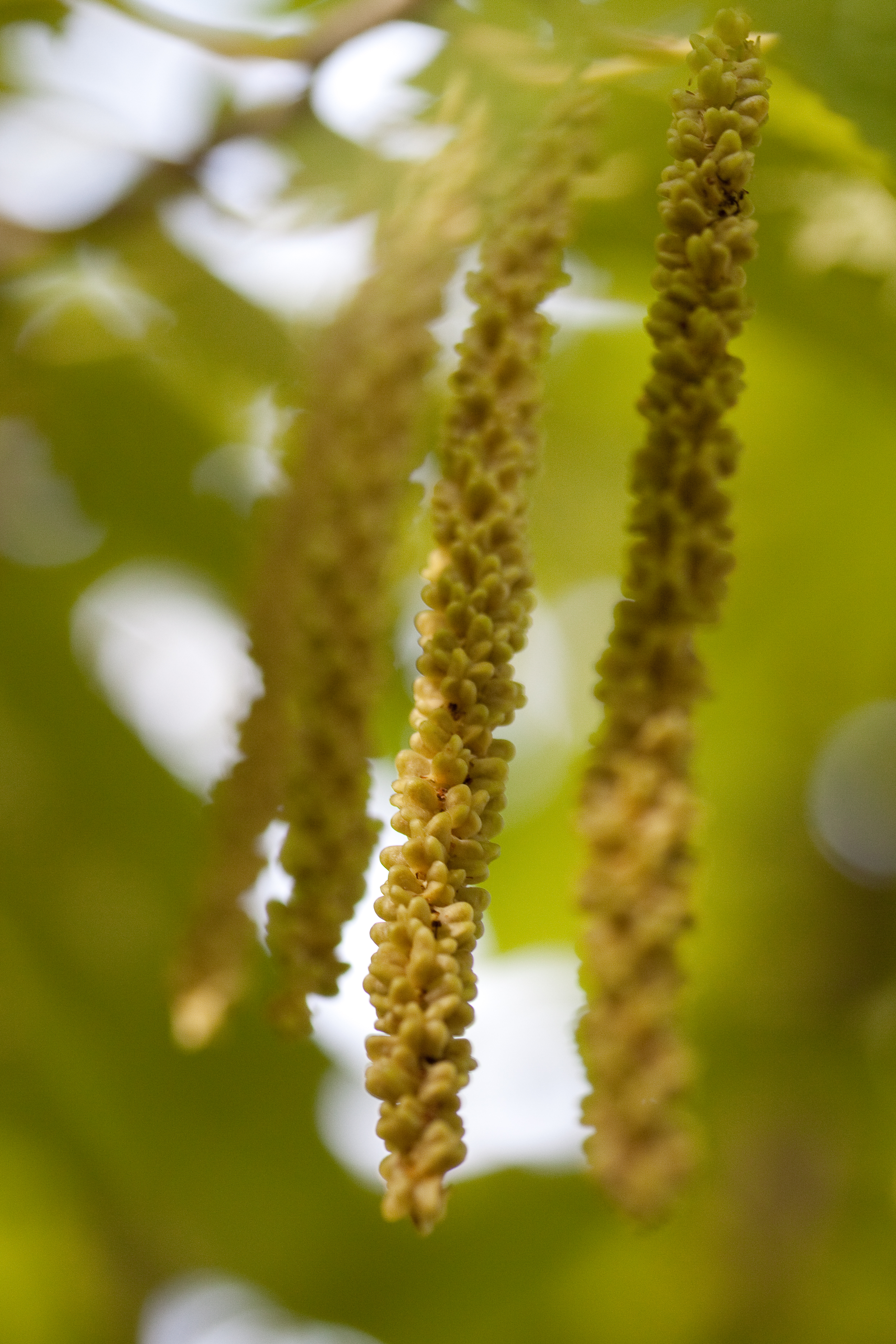
Jeunes graines
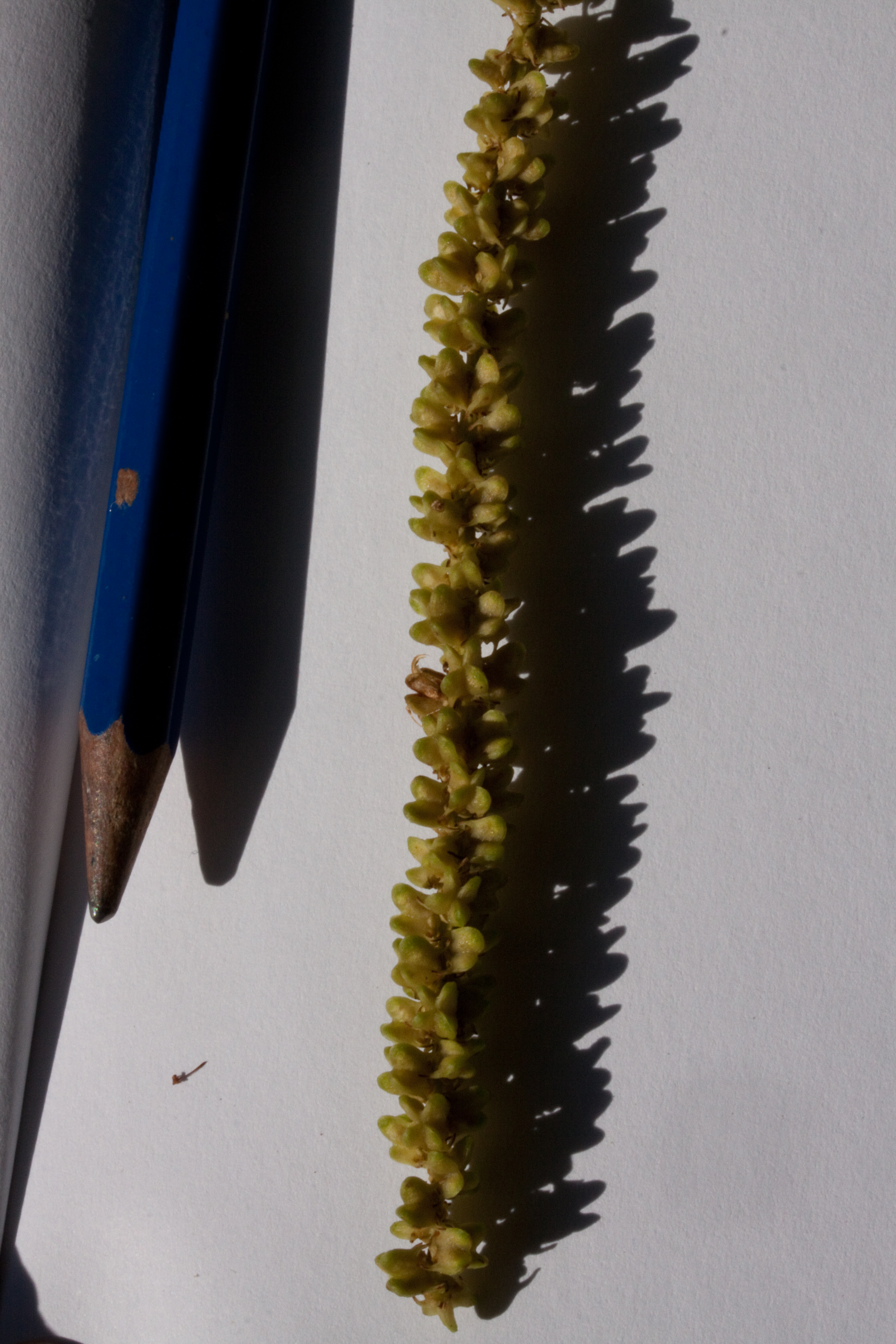
Jeunes graines